# Чэнь Лунцань
Чэнь Лунца́нь (кит. упр. 陈龙灿, пиньинь Chén Lóngcàn, р.30 марта 1965) — китайский игрок в настольный теннис, олимпийский чемпион и чемпион мира.

## Биография
Чэнь Лунцань родился в 1965 году в уезде Синьду (ныне — район города Чэнду) провинции Сычуань. В 1978 году вошёл в сборную провинции, в 1981 — в национальную сборную. В 1984 году на чемпионате Азии он завоевал серебряные медали в одиночном и парном разрядах, и бронзовую — в миксте (получив золотую медаль в составе команды). В 1985 году он выиграл Кубок Азии и стал серебряным призёром чемпионата мира (получив золотую медаль в составе команды), в 1986 завоевал Кубок Мира, в 1987 — золотую медаль чемпионата мира (и золотую медаль в составе команды). В 1988 году в паре с Вэй Цингуаном Чэнь Лунцань завоевал золотую медаль Олимпийских игр в Сеуле. В 1989 году он стал обладателем двух бронзовых наград чемпионата мира (и серебряной в составе команды).